# Waymadda
Waymadda – rodzaj pająków z rodziny skakunowatych i podrodziny Spartaeinae. Obejmuje dwa opisane gatunki. Występują endemicznie na Nowej Gwinei.

## Morfologia
U zmierzonych samców długość karapaksu wynosi 1,8 mm, a długość opistosomy (odwłoka) od 1,45 do 1,9 mm. U zmierzonych samic długość karapaksu wynosi od 1,9 do 2 mm, a długość opistosomy od 2,3 do 2,7 mm. Ubarwienie ciała jest jasne. Karapaks ma ciemniejszy wzór i jasne brzegi, a opistosoma dwie ciemne plamki i słabo zaznaczoną jaśniejszą linię przez środek. Część głowowa karapaksu nie jest wysklepiona. Kądziołki przędne u samicy są jasno ubarwione, u samca tylno-boczna ich para jest ciemna i wydłużona. Nogogłaszczki samca cechują się dwukrotnie dłuższą niż szerszą golenią zaopatrzoną w trzy apofizy, z których dwie są retrolateralne, a jedna prolateralna. Odróżnia je to od tych u rodzaju Tabuina, które to mają cztery apofizy. Bulbus Waymadda cechuje się krótkim embolusem osadzonym na szczycie tegulum (na godzinie dwunastej) i zakrytym przez konduktor. Genitalia samicy odznaczają się bardzo dużymi spermatekami, krótkimi przewodami kopulacyjnymi oraz płytką płciową z ∩-kształtnym wcięciem na krawędzi tylnej, położonym pomiędzy parą otworów kopulacyjnych.

## Ekologia i występowanie
Oba gatunki występują endemicznie na Nowej Gwinei w północnej części krainy australijskiej. W. rufa zamieszkuje Paiam Forest w prowincji Enga Papui-Nowej Gwinei, gdzie spotykany był na wysokości około 2400 m n.p.m. W. enduwa zamieszkuje masyw Mount Wilhelm w tym samym kraju, gdzie znajdywany był na wysokości około 1700 m n.p.m. W. rufa bytuje wśród ściółki i martwych gałęzi.

## Taksonomia
Takson ten wprowadzony został w 2020 roku przez Tamása Szűtsa, Zhang Junxia, Nikolett Gallé-Szpisjak oraz Domira De Bakker w poświęconym skakunowatym rozdziale drugiego tomu Insects of Mount Wilhelm, Papua New Guinea pod redakcją Tony’ego Robillarda i współpracowników. Nazwę rodzajową nadano na cześć Wayne'a Maddisona. Gatunkiem typowym wyznaczono opisanego w tej samej publikacji W. enduwa. Ponadto do rodzaju przeniesiono gatunek opisany w 2009 roku przez Wayne'a Maddisona pod nazwą Tabuina rufa. W pracy z 2009 roku Maddison sam zaznaczał, że gatunek ten może wymagać w przyszłości transferu.
Do rodzaju tego należą dwa opisane gatunki:
- Waymadda enduwa Maddison, 2009
- Waymadda rufa Szűts, Zhang, Gallé-Szpisjak & De Bakker, 2020

Rodzaj ten umieszczany jest w plemieniu Cocalodini w obrębie podrodziny Spartaeinae, które po rewizji systematyki skakunowatych z 2015 roku obejmuje także rodzaje Allococalodes, Cocalodes, Cucudeta, Depreissia, Tabuina oraz Yamangalea.